# Damernas individuella mångkamp i rytmisk gymnastik vid olympiska sommarspelen 2024
Damernas individuella mångkamp i rytmisk gymnastik vid olympiska sommarspelen 2024 avgjordes den 8 och 9 augusti 2024 i Arena Porte de La Chapelle i Paris. 24 gymnaster från 20 nationer deltog i kvalet varifrån 10 från 8 nationer tog sig till finalen. Det var 11:e gången grenen fanns med i ett OS och den har funnits med i varje OS sedan olympiska spelen 1984.
Damernas individuella mångkamp i rytmisk gymnastik avgjordes i två omgångar, kval och final. Gymnasterna i varje omgång utförde fyra rutiner (boll, ring, käglor och band) och poängen lades ihop och gav idrottarens totalresultat i den omgången. De 10 bästa gymnasterna i kvalomgången gick vidare till finalomgången.
I finalen vann Darja Varfolomeev guldet med 142,850 poäng, silvret gick till Boryana Kaleyn på 140,600 poäng och Sofia Raffaeli fick bronset med 136,300 poäng.

## Deltagare
Varje nationell olympisk komitté (NOK) kunde kvalificera upp till två gymnaster till de 24 kvotplatserna i individuell mångkamp i rytmisk gymnastik. 20 nationer hade gymnaster som kvalificerade sig till tävlingen.
De tre första kvotplatserna gick till de tre bästa i världsmästerskapen i rytmisk gymnastik 2022 och de följande 15 platserna gick till de 15 bästa i världsmästerskapen i rytmisk gymnastik 2023. De kvotplatserna gick till gymnasternas NOK och inte till gymnasterna själva som vann dem. Eftersom värdlandet för de olympiska spelen (Frankrike) kvalificerade till sig en kvotplats, omfördelades värdkvotplatsen. De följande fem kvotplatserna gick till gymnasterna själva och utdelades till mästarna i de fem kontinentala mästerskapen. Den sista kvotplatsen tillsattes av världsförbundet för gymnastik (FIG) via inbjudan.
De 24 kvalificerade gymnasterna tävlade i kvalomgången den 8 augusti och de 10 bästa gick vidare till finalen.

## Schema
Alla tider är CET.
| Datum      | Tid   | Omgång |
| ---------- | ----- | ------ |
| 9 augusti  | 10:00 | Kval   |
| 10 augusti | 14:30 | Final  |
| Referens:  |       |        |

## Kval
Av de 24 deltagande gymnasterna i kvalet tog sig de 10 bästa till finalen och följande 4 var reserver.
| Plac.     | Name                              | Ring        | Boll        | Käglor      | Band        | Totalt  | Anm. |
| --------- | --------------------------------- | ----------- | ----------- | ----------- | ----------- | ------- | ---- |
| 1         | Sofia Raffaeli (ITA)              | 35,700 (1)  | 34,450 (5)  | 35,000 (2)  | 33,950 (1)  | 139,100 | Q    |
| 2         | Darja Varfolomeev (GER)           | 32,500 (12) | 36,450 (1)  | 35,250 (1)  | 32,650 (3)  | 136,850 | Q    |
| 3         | Boryana Kaleyn (BUL)              | 35,350 (2)  | 34,600 (4)  | 33,600 (5)  | 32,900 (2)  | 136,450 | Q    |
| 4         | Taisiia Onofriichuk (UKR)         | 34,250 (5)  | 35,250 (2)  | 33,750 (4)  | 32,500 (4)  | 135,750 | Q    |
| 5         | Margarita Kolosov (GER)           | 34,550 (4)  | 33,000 (7)  | 33,800 (3)  | 30,150 (15) | 131,500 | Q    |
| 6         | Ekaterina Vedeneeva (SLO)         | 34,150 (7)  | 32,600 (11) | 32,300 (8)  | 31,750 (8)  | 130,800 | Q    |
| 7         | Daria Atamanov (ISR)              | 33,250 (10) | 32,700 (10) | 32,100 (9)  | 32,400 (5)  | 130,450 | Q    |
| 8         | Bárbara Domingos (BRA)            | 34,750 (3)  | 33,100 (6)  | 30,200 (17) | 31,700 (9)  | 129,750 | Q    |
| 9         | Milena Baldassarri (ITA)          | 33,300 (9)  | 32,750 (8)  | 30,900 (11) | 32,300 (6)  | 129,250 | Q    |
| 10        | Wang Zilu (CHN)                   | 34,200 (6)  | 32,000 (15) | 30,650 (13) | 31,250 (12) | 128,100 | Q    |
| 11        | Stiliana Nikolova (BUL)           | 33,900 (8)  | 34,700 (3)  | 28,050 (19) | 31,050 (13) | 127,700 | R1   |
| 12        | Fanni Pigniczki (HUN)             | 32,650 (11) | 32,600 (12) | 30,450 (15) | 31,650 (10) | 127,350 | R2   |
| 13        | Elzhana Taniyeva (KAZ)            | 30,850 (17) | 32,000 (16) | 32,300 (7)  | 31,450 (11) | 126,600 | R3   |
| 14        | Takhmina Ikromova (UZB)           | 31,700 (14) | 32,350 (13) | 30,350 (16) | 32,000 (7)  | 126,400 | R4   |
| 15        | Polina Berezina (ESP)             | 29,700 (21) | 32,750 (9)  | 32,450 (6)  | 30,200 (14) | 125,100 |      |
| 16        | Vera Tugolukova (CYP)             | 31,150 (15) | 31,200 (18) | 30,600 (14) | 28,800 (19) | 121,750 |      |
| 17        | Hélène Karbanov (FRA)             | 30,500 (19) | 32,350 (14) | 28,650 (18) | 29,650 (16) | 121,150 |      |
| 18        | Evita Griskenas (USA)             | 30,500 (18) | 31,200 (17) | 27,550 (21) | 29,250 (17) | 118,500 |      |
| 19        | Zohra Aghamirova (AZE)            | 32,500 (12) | 30,200 (20) | 26,750 (23) | 28,400 (20) | 117,850 |      |
| 20        | Alba Bautista (ESP)               | 31,100 (16) | 28,100 (23) | 30,800 (12) | 27,650 (21) | 117,650 |      |
| 21        | Annaliese Dragan (ROU)            | 27,200 (23) | 30,550 (19) | 31,650 (10) | 25,450 (23) | 114,850 |      |
| 22        | Alexandra Kiroi-Bogatyreva (AUS)  | 30,050 (20) | 28,550 (21) | 26,850 (22) | 28,900 (18) | 114,350 |      |
| 23        | Aliaa Saleh (EGY)                 | 28,700 (22) | 28,150 (22) | 27,850 (20) | 27,000 (22) | 111,700 |      |
| 24        | Praewa Misato Philaphandeth (LAO) | 21,600 (24) | 21,600 (24) | 22,250 (24) | 21,900 (24) | 87,350  |      |
| Referens: |                                   |             |             |             |             |         |      |

## Final
| Plac.     | Gymnast                   | Ring        | Boll        | Käglor      | Band        | Totalt  |
| --------- | ------------------------- | ----------- | ----------- | ----------- | ----------- | ------- |
| 1         | Darja Varfolomeev (GER)   | 36,300 (1)  | 36,500 (1)  | 36,350 (1)  | 33,700 (2)  | 142,850 |
| 2         | Boryana Kaleyn (BUL)      | 35,850 (2)  | 36,450 (2)  | 34,550 (3)  | 33,750 (1)  | 140,600 |
| 3         | Sofia Raffaeli (ITA)      | 35,250 (4)  | 32,900 (6)  | 35,900 (2)  | 32,250 (7)  | 136,300 |
| 4         | Margarita Kolosov (GER)   | 34,600 (6)  | 34,150 (3)  | 33,950 (6)  | 32,550 (6)  | 135,250 |
| 5         | Daria Atamanov (ISR)      | 35,200 (5)  | 31,800 (9)  | 33,850 (7)  | 33,000 (3)  | 133,850 |
| 6         | Ekaterina Vedeneeva (SLO) | 34,100 (7)  | 31,950 (8)  | 33,150 (8)  | 32,700 (5)  | 131,900 |
| 7         | Wang Zilu (CHN)           | 35,250 (3)  | 32,700 (7)  | 34,300 (4)  | 29,300 (9)  | 131,550 |
| 8         | Milena Baldassarri (ITA)  | 32,600 (8)  | 33,150 (5)  | 32,500 (9)  | 31,450 (8)  | 129,700 |
| 9         | Taisiia Onofriichuk (UKR) | 30,400 (9)  | 30,900 (10) | 34,150 (5)  | 32,950 (4)  | 128,400 |
| 10        | Bárbara Domingos (BRA)    | 29,600 (10) | 33,200 (4)  | 31,200 (10) | 29,100 (10) | 123,100 |
| Referens: |                           |             |             |             |             |         |